# Fabián Casas

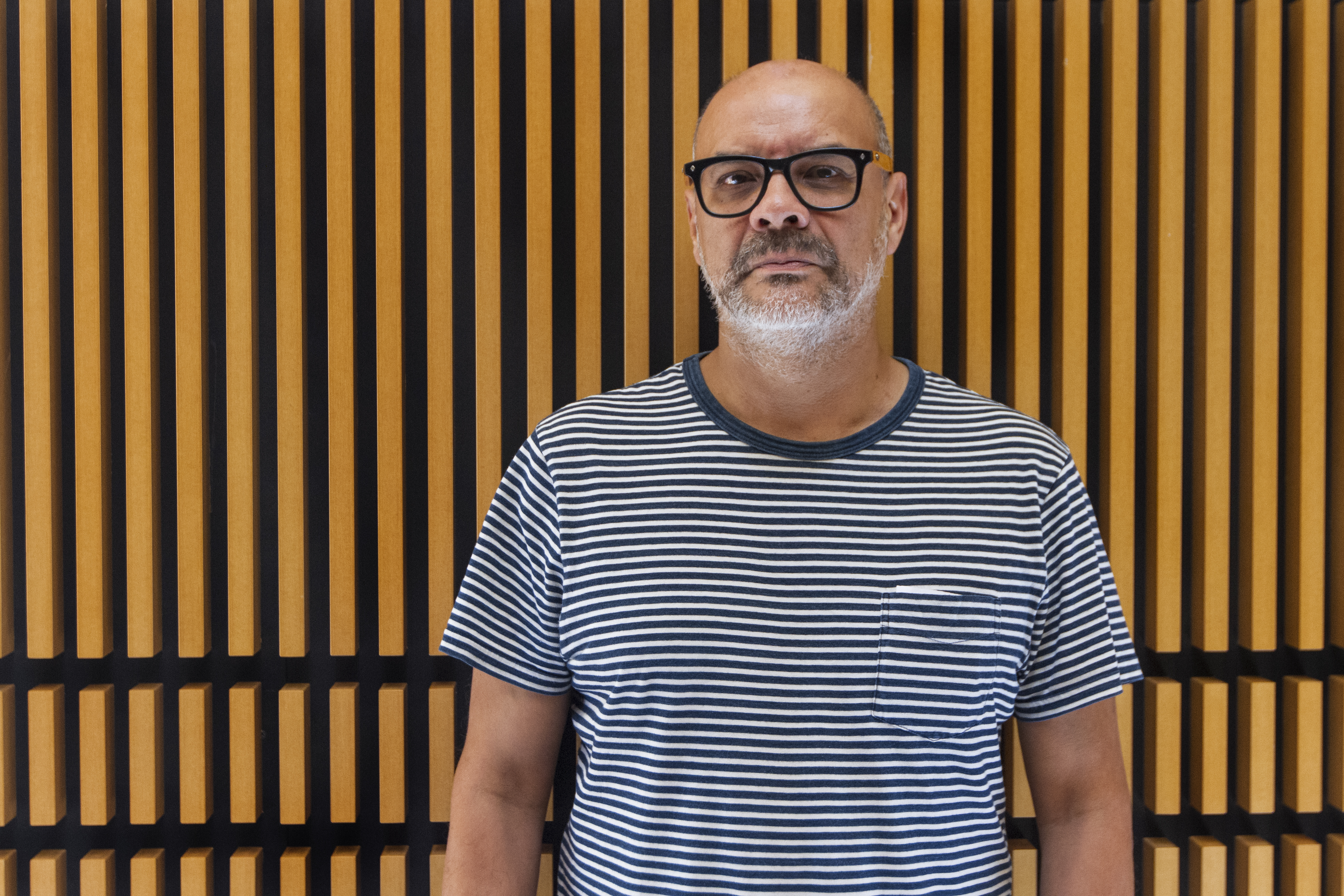
Fabián Casas im Jahr 2021.

Fabián Casas (* 7. April 1965 in Buenos Aires) ist ein argentinischer Dichter, Schriftsteller und Journalist.

## Werdegang
Fabián Casas ist einer der bedeutendsten Vertreter der jüngeren argentinischen Literatur. Er verfasst Prosa und Lyrik sowie Essays. Seinen Lebensunterhalt verdient er sich als Sportreporter und Journalist, u. a. für die in Buenos Aires erscheinende Tageszeitung Clarín. Er hat Philosophie studiert. Ende der 1990er Jahre war er Mitglied des Redaktionskollektivs der Literaturzeitschrift 18 Whiskies und publizierte in dem von Daniel Durand gegründeten Undergroundverlag Ediciones del Diego. 2004 initiierte er zusammen mit dem Schriftsteller Washington Cucurto und den bildenden Künstlern Javier Barilaro und Fernanda Laguna den Verlag Eloísa Cartonera, ein Verlag, der Bücher aus recyceltem Karton und Papier herstellt.
Gedichte von ihm sind Bestandteil verschiedener lateinamerikanischer Anthologien, seine Texte wurden ins Portugiesische, Englische, Italienische, Französische, Deutsche und Armenische übersetzt. Gedichte von Fabián Casas sind auch auf lyrikline.org zu hören.
Er war Gast auf zahlreichen Poesiefestivals in Lateinamerika, in Chile, Peru, 2006 auf dem Poesiefestival Medellín, Kolumbien, im selben Jahr auf dem mobilen lateinamerikanischen Poesiefestival Latinale in Berlin und München.

## Stil
Casas’ Gedichte sind in einem einfachen, lakonischen Stil verfasst, der zum einen Wendungen und Rhythmus der Straßensprache von Buenos Aires (Lunfardo) aufgreift, zum anderen sich an literarischen Vorbildern wie der New York School und den argentinischen Autoren Joaquín Giannuzzi und Alberto Girri orientiert. Einen erkennbaren Einfluss hatten auch die Literatur der Beat Generation, sowie Zeitgenossen wie Daniel Durand, Juan Desiderio, Washington Cucurto und Martín Gambarotta. Seine Gedichte verhandeln politische Themen, wie die Erfahrung der Militärdiktatur, der Einfluss von Che Guevara, sowie popkulturelle Phänomene wie Star Wars und Pink Floyd.

## Auszeichnungen und Preise
- Anna Seghers-Preis 2007
- The International Program of Writers from the city of Iowa, USA, 1995
- Fulbright-Stipendium

## Werke (Auswahl)
Lyrik
- Mitten in der Nacht. Ausgewählte Gedichte. Aus dem argentinischen Spanisch und mit einem Nachwort von Timo Berger. Edition Lux, Wiesbaden 2009, ISBN 978-3-939557-80-7 (luxbooks; 1).
- El hombre del overall. Bahía Blanca 2007.
- Korrektur. Gedichte. Eloísa Cartonera, Buenos Aires 2007.
- Oda. Libros de tierra firme, Buenos Aires 2003, ISBN 978-987-540-045-0.
- El spleen de Boedo. VOX, Bahía Blanca 2003.
- El salmón. Buenos Aires 1996.
- Tuca. Buenos Aires 1990.

Prosa
- Los Lemmings. Eloísa Cartonera, Buenos Aires 2005 (Erzählungen)
- Los veteranos del pánico. Eloísa Cartonera, Buenos Aires 2005.
- El bosque pulenta. Editorial Cartonera, Buenos Aires 2003.
- Ocío. Libros de tierra firme, Buenos Aires 2000, ISBN 978-950-9551-97-8 (Novelle).
- Lob der Trägheit gefolgt von die Panikveteranen. Rotbuch Verlag, Berlin 2010, ISBN 978-3-86789-109-7 (zwei Erzählungen)